# Kindernachzug
Kindernachzug ist ein Begriff aus dem deutschen Ausländerrecht und in § 32 Aufenthaltsgesetz (AufenthG) geregelt. Kindernachzug ist Teil des Familiennachzugs nach Deutschland und ist eine Ausformung des verfassungsrechtlichen Schutzes von Ehe und Familie (Art. 6 GG).

## Gesetzeslage
Anerkannten Flüchtlingen, nach §3 AsylG oder §16a GG, ist es möglich, Familienmitglieder aus dem Herkunftsland oder einem Transitland, in dem sich die Familie legal aufhält, nachzuholen. Diese Art des Familiennachzugs ist nur für die „Kernfamilie“ (Eltern, Kinder, Ehepartner) möglich. Minderjährige Kinder können gemäß § 32 aus dem Herkunftsland nach Deutschland geholt werden. Wird der Nachzug innerhalb von drei Monaten nach Zuerkennung des Flüchtlingsstatus beantragt, muss kein Lebensunterhalt und kein ausreichender Wohnraum nachgewiesen werden (§29 Abs. 2 AufenthG). Es besteht ein Anspruch auf Nachzug.
Gemäß § 32 ist dem minderjährigen (unter 18 Jahre alten) ledigen Kind eines Ausländers eine Aufenthaltserlaubnis zu erteilen, wenn
- dieser Elternteil ein Aufenthaltsrecht aus bestimmten humanitären Gründen (§ 25 Abs. 1 oder 2 bzw. § 26 Abs. 3 AufenthG) hat (Asylberechtigte oder anerkannte Flüchtlinge mit Aufenthalts- oder Niederlassungserlaubnis) oder
- beide Eltern oder ein allein personensorgeberechtigte Elternteil eine Aufenthaltserlaubnis, Niederlassungserlaubnis oder Erlaubnis zum Daueraufenthalt-EG besitzen und das Kind seinen Lebensmittelpunkt zusammen mit seinen Eltern oder dem allein personensorgeberechtigten Elternteil in das Bundesgebiet verlegt.

Ein 16- oder 17-jähriges Kind, das diese Kriterien nicht erfüllt, hat gem. § 32 Abs. 2 AufenthG Anspruch auf eine Aufenthaltserlaubnis, wenn es „die deutsche Sprache beherrscht oder gewährleistet erscheint, dass es sich auf Grund seiner bisherigen Ausbildung und Lebensverhältnisse in die Lebensverhältnisse in der Bundesrepublik Deutschland einfügen kann“. Gem. § 2 Abs. 12 AufenthG wird die deutsche Sprache beherrscht, wenn die Sprachkenntnisse dem Niveau C 1 des Gemeinsamen Europäischen Referenzrahmens für Sprachen entsprechen.
Die Regelung zum Kindernachzug wurde 2013 in § 32 Abs. 3 AufenthG so ergänzt, dass die Aufenthaltserlaubnis für das Kind auch dann erteilt werden soll, wenn der Nachzug nur zu einem Elternteil erfolgen soll, welcher im Hinblick auf das Aufenthaltsbestimmungsrecht des Kindes nicht alleinsorgeberechtigt ist. Jedoch muss in diesen Fällen das Einverständnis des anderen sorgeberechtigten Elternteils vorliegen oder eine Entscheidung der jeweils zuständigen Stelle, die ein solches Einverständnis wirksam ersetzen kann. Hintergrund der Änderung war, dass in vielen Ländern, insbes. Ländern Osteuropas, die rechtliche Alleinsorge eines Elternteils nicht oder nur in extremen Ausnahmefällen zu erlangen ist und ein dem Kindeswohl dienlicher Nachzug daher oftmals nicht erfolgen konnte.